# Cantonul Château-Porcien
Cantonul Château-Porcien este un canton din arondismentul Rethel, departamentul Ardennes, regiunea Champagne-Ardenne, Franța.

## Comune
| Comune                  | Populație (1999) | Cod poștal | Cod INSEE |
| ----------------------- | ---------------- | ---------- | --------- |
| Avançon                 | 300              | 08300      | 08038     |
| Banogne-Recouvrance     | 139              | 08220      | 08046     |
| Château-Porcien         | 1 285            | 08360      | 08107     |
| Condé-lès-Herpy         | 159              | 08360      | 08126     |
| Écly                    | 177              | 08300      | 08150     |
| Hannogne-Saint-Rémy     | 104              | 08220      | 08210     |
| Hauteville              | 111              | 08300      | 08219     |
| Herpy-l'Arlésienne      | 155              | 08360      | 08225     |
| Inaumont                | 75               | 08300      | 08234     |
| Saint-Fergeux           | 197              | 08360      | 08380     |
| Saint-Loup-en-Champagne | 223              | 08300      | 08386     |
| Saint-Quentin-le-Petit  | 158              | 08220      | 08396     |
| Seraincourt             | 216              | 08220      | 08413     |
| Sévigny-Waleppe         | 257              | 08220      | 08418     |
| Son                     | 105              | 08300      | 08426     |
| Taizy                   | 109              | 08360      | 08438     |